# 小康营乡
小康营乡，是中华人民共和国甘肃省兰州市榆中县下辖的一个乡镇级行政单位。

## 行政区划
小康营乡下辖以下地区：
王保营村、上彭家营村、洪亮营村、刘家营村、孟家庄村、郭家营村、李家营村、翟家湾村、南北关村、红寺村、永红村、窑坡村、小康营村、浪街村、深沟子村、范家山村和徐家峡村。